# Temperament
Temperament (lat. temperare = mísit) znamená souhrn charakteristických nebo vrozených rysů osobnosti, které se trvale projevují způsobem reagování, jednání a prožívání. Temperament je spjat se vzrušivostí – tj. mírou odpovědi určitého člověka na různé podněty – a zahrnuje i emoční stabilitu nebo náladovost (tendenci měnit nálady). Název vyjadřuje starou představu, že každou osobu lze charakterizovat jako určitou směs čtyř základních tělesných šťáv čili humorů.

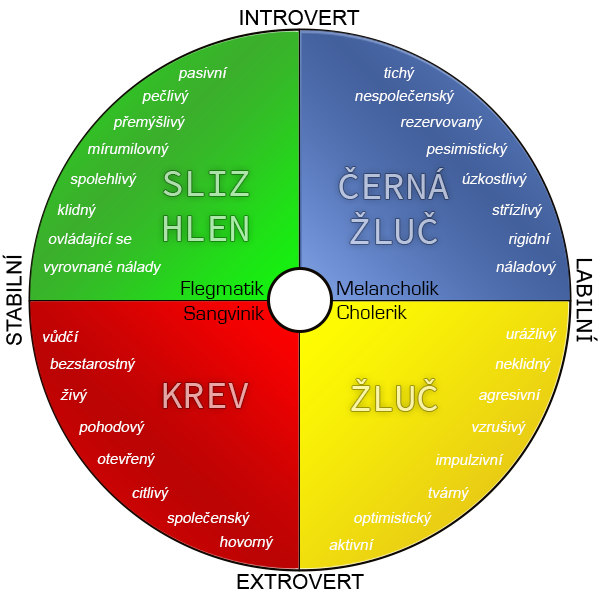
Kruh Hippocratovy typologie temperamentu s vlastnostmi přidanými I. P. Pavlovem, C. G. Jungem, H. Eysenckem a J. P. Guilfordem.

Lidé se navzájem liší nejen obsahem svého duševního života (tj. vnímáním, pamatováním, myšlením, zájmy), ale i formou – reakcemi na podněty. Temperament tedy určuje dynamiku celého prožívání a chování osobnosti.

## Dynamika prožívání
Dynamika prožívání je tempo průběhu a střídání psychických procesů, stavů, činností a jednání a jejich intenzitou. Lidé se liší:
- rychlostí, intenzitou a délkou reakcí člověka na různé podněty (tj. prožíváním)
- projevem prožívaného navenek (tj. chováním)

## Typologie osobnosti
Lidé si odedávna všímali, že lidé reagují na podněty různě a tak vznikaly snahy každého jedince zařadit do určitého typu. Vznikly čtyři slavné typologie.

### Hippokratova typologie temperamentu

Čtyři temperamenty (flegmatik, cholerik, sangvinik, melancholik)

Hippokrates (přibližně 460 př. n. l. –  377 př. n. l.) byl lékař starověkého Řecka pokládaný za otce lékařství. Jeho spisy Corpus Hippocraticum se staly základem středověkého lékařství. Přisuzuje se mu autorství lékařské přísahy – tzv. Hippokratova přísaha. Hippokrates vycházel z představy o čtyřech tělesných šťávách (humorech), jejichž poměr určuje reakce na okolí. Rozdělil temperament na 4 typy, které byly rozvíjeny pozdějšími badateli (Galénos, Jung, Eysenck, Pavlov, Kretschmer, Sheldon, …)
- sangvinik (krev) – vyznačuje se především přiměřenou reaktivitou; na slabé podněty reaguje slabě, na silné silně; dominuje u něho reakce typu „slaměný oheň“ tj. rychlé doznívání zážitku a rychlé změny zaměření; je přizpůsobivý, emočně vyrovnaný, ale poněkud nestálý a lehkovážný, vesele laděný, optimistický, jeho prožitky jsou spíše mělké a stejně tak i jeho city – emočně stabilní extrovert
- flegmatik (sliz; hlen) – je emočně celkem vyrovnaný, navenek se jeví jako lhostejný, vzrušují ho jen velmi silné podněty, vykazuje stálost a vcelku spokojenost, klid a až chladnokrevnost či apatii; hlubší vztahy má jen k vybraným osobám; je spíše pasivní a bez velkých životních ambicí a požadavků, nemá rád změny a pohybově je spíše úsporný – emočně stabilní introvert
- melancholik (černá žluč) – vyznačuje se hlubokými prožitky a spíše smutným laděním, pesimismem a strachem z budoucnosti; život je pro něj často obtížný, usiluje o klid a nesnáší vypjaté situace, vzruchy, hlučnost, jeho city jsou trvalé, ale jejich intenzita se neprojevuje navenek, žije spíše vnitřně; obtížně navazuje kontakty, vztahy, které naváže, jsou trvalé a hluboké – emočně labilní introvert.
- cholerik (žluč) – je silně vzrušivý, má sklon k výbuchům hněvu a k agresi, těžko se ovládá a reaguje často impulzivně, nerozvážně, má sklon „prorážet hlavou zeď“, je netrpělivý, panovačný, vyžaduje často od jiných ústupky, je egocentrický, soužití s ním je obtížné; emočně je labilní, city jsou u něho vyvolány snadno, navenek reaguje rychle, silně, často bez zábran – emočně labilní extrovert.

(Existují samozřejmě i „směsice“, tzn. že jste například flegmatik a některé situace z vás třeba dočasně udělají cholerika atd.)

### Typologie Carla Gustava Junga
C. G. Jung položil základy dělení temperamentu v závislosti na přístupu k okolnímu světu.
introvert
člověk žijící především svým vnitřním životem, avšak velmi vnímavý ke svému okolí, přemýšlivý, empatický pozorovatel, který je rozvážný ve svém jednání a opatrný ve svých citech, mající sklony k mlčenlivosti v případě neexistence relevantního tématu, který preferuje nepřímou psanou komunikaci (e-maily, dopisy, SMS zprávy a chaty) před přímým osobním hovorem. Ve společnosti preferuje menší skupinky (méně než 5-10 osob) introvertních lidí. V případě nutnosti je po určitou dobu schopen se chovat extrovertně.
extrovert
člověk žijící navenek – povrchní a spontánní ⇒ snadno komunikuje a dokáže zahajovat a udržovat i hovor tzv. „o ničem“, který jedná rozhodně a rychle (někdy až zbrkle ...), přičemž po citové stránce je velmi otevřený, ale jeho city jsou většinou taktéž povrchní a je méně vnímavý ke svému okolí. Ke spokojenosti potřebuje být v centru dění, nejlépe i pozornosti, tudíž se rád objevuje na akcích s větším množstvím lidí.
Často rozšířeným mýtem je tvrzení, že introvertní osobnost je nevšímavá vůči svému okolí a naopak extravertní velmi všímavá.
Ve skutečnosti je to však obráceně, protože extrovertní osobnost je sice schopna vjemy ze svého okolí vnímat ve velkém množství, ale méně intenzivně ...
Důvodem vytrvalého přežívání tohoto mýtu je skutečnost, že introvertní osobnost si sice všímá mnohem více detailů, ale nechává si je pro sebe. Zároveň však vysoká kvalita vjemů způsobuje problémy s přetížením vnitřního myšlenkového procesu a pocity zmatenosti, až vyčerpání.
Míra introverze též často roste s narůstajícím intelektem a tvořivostí čili kreativitou.
Poměr introvertů a extrovertů v populaci je přibližně 1:3.

### Typologie vycházející z MBTI
V návaznosti na Jungovu teorii vznikl během II. světové války osobnostní dotazník MBTI (Myers-Briggs Type Indicator). Jeho autorkami jsou Američanky Katharine Cook Briggs a její dcera Isabel Briggs Myers. Na bázi MBTI David Kiersey zkonstruoval typologii osobností dle dominantních vlastností a temperamentů. Temperament zde souvisí s ústřední, dominantní potřebou člověka:
- Hráči hledající rozruch (méně než 40 % v populaci)
- Strážci hledající bezpečí (méně než 40 % v populaci)
- Racionálové hledající znalosti (více než 10 % v populaci)
- Idealisté hledající identitu (více než 10 % v populaci)[1]

### Typologie Ernsta Kretschmera
Vychází ze vztahu mezi tělesnou konstitucí a temperamentem, navazujíce na Hippokratovu konstituční typologii. Podle určitých rysů těla vypracoval německý psychiatr Ernst Kretschmer typologii osobností a nemocí, které tyto osobnosti ohrožují:
- pyknik – cyklotymní typ – stavba těla: menší zakulacená postava, slabé svalstvo, kulatá hlava, vyklenuté břicho, psychické vlastnosti: střídá nálady, otevřený, společenský, realistický, ohrožen bipolární afektivní poruchou (střídání nálad bez vnější příčiny, tj. nálady jsou nepřiměřeně dlouhé a nedají se ovlivnit vůlí)

- astenik (leptosom) – schizotymní typ – stavba těla: vysoký, štíhlý, úzká ramena, slabé svalstvo, ostrý profil, psychické vlastnosti: uzavřený, jednostranně zaměřený, idealista, málo přizpůsobivý, ohrožen schizofrenií (bludné představy, halucinace, rozpad osobnosti)

- atletik (ixotym) – viskózní typ – stavba těla: silně vyvinutá kostra, výrazné svalstvo, široký hrudník, menší lebky s protáhlým obličejem, psychické vlastnosti: klidný, přizpůsobivý, těžkopádný, podle Kretschmera má sklony k epilepsii.

Tato typologie byla později zpochybněna.

### TypologieSocionika
Vychází ze základů Carla Gustava Junga a stejně jako MBTI rozpoznává 16 typů osobnosti. Na rozdíl od předešlých typologií u každého typu rozlišuje jeho vědomí a podvědomí, rozdílné reakce temperamentu v různých situacích a vzájemnou ne|kompatibilitu ve vztazích. 